# Cathédrale Notre-Dame-de-Vladimir de Saint-Pétersbourg
La cathédrale Notre-Dame-de-Vladimir (russe : собор Владимирской иконы Божией Матери, sobor Vladimirskoï ikony Bojieï Materi), ou simplement cathédrale de Vladimir (russe : Владимирский собор, Vladimirski sobor) est un édifice religieux orthodoxe russe, dédiée à Notre-Dame de Vladimir et située au 20 perpective Vladimirski, à Saint-Pétersbourg, en Russie.

## Histoire

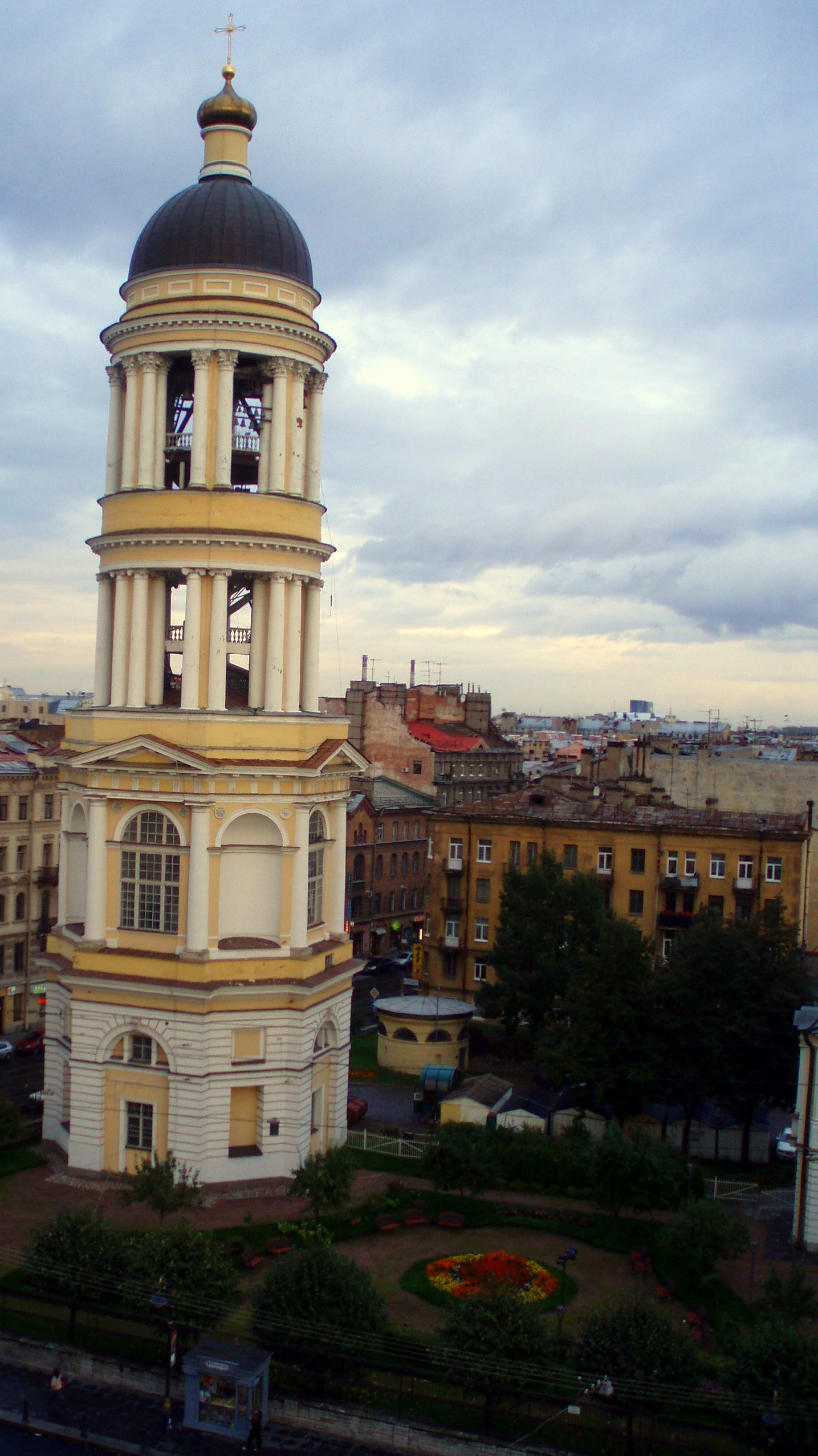
Clocher de la cathédrale

La cathédrale actuelle de cinq dômes a été construite à côté du marché Vladimirski entre 1761 et 1769. La conception de la cathédrale, souvent attribuée à Pietro Trezzini, est à cheval entre le style baroque et le néoclassicisme. Le bâtiment a deux étages, avec la cathédrale de bas dédiée au saint Jean Damascène. Le clocher isolé est une belle œuvre du néoclassicisme mature, conçu par Giacomo Quarenghi en 1791. Le portique, une chapelle, une clôture, et les dépendances ont été ajoutés au XIXe siècle.
L'intérieur de la cathédrale possède une iconostase baroque élaborée, transférée de la chapelle du palais Anitchkov en 1808. Lors de la célébration du 900e anniversaire de la christianisation de la Russie, en 1888, la cathédrale fut restaurée. Le plus célèbre de ses paroissiens est Fiodor Dostoïevski. La cathédrale a été fermée en 1932 pendant la période soviétique, puis rendue à l'Église en août 1989, et consacrée le 7 avril 1990. Elle a été nommée cathédrale en 2000.

## Emplacement
La cathédrale donne son nom à la perspective Vladimirski et à la place Vladimirskaïa. Elle est accessible par la station Vladimirskaïa (ligne 1) et la station Dostoïevskaïa (ligne 4) du métro de Saint-Pétersbourg.